# Ethan Winters (personaje)
Ethan Winters (katakana: イーサン・ウィンターズ Hepburn: Īsan Wintāzu?) es un personaje ficticio de la serie de videojuegos de terror de Resident Evil del subgénero de Terror y supervivencia desarrollados por la empresa Capcom. Ethan fue presentado como uno de los personajes jugables en el videojuego del año 2017 Resident Evil 7: Biohazard, en el que se lo representa como un civil común que busca a su esposa Mia Winters desaparecida dentro de una propiedad en ruinas en los pantanos de Luisiana. También es el protagonista de la secuela del año 2021 Resident Evil Village, donde se ve obligado a ubicar a su hija Rosemary secuestrada en un misterioso pueblo rural europeo.
Originalmente diseñado como un hombre común invisible para fomentar la identificación del jugador con él como el personaje principal de Resident Evil 7, Capcom tenía la intención de dar forma a Ethan de un estado en blanco a un personaje más definido en Village. El personaje es interpretado por Javier Lorca en el español castellano, Hidenobu Kiuchi en japonés y Todd Soley en inglés. El personaje ha recibido una recepción generalmente favorable de las publicaciones de videojuegos, aunque algunos comentaristas han expresado su preferencia por una personalidad más expresiva o adecuadamente desarrollada como personaje del jugador.

## Concepción y creación
En Resident Evil 7: Biohazard, los jugadores toman el punto de vista de Ethan Winters como una presencia encarnada en lugar de un avatar en pantalla. El objetivo del videojuego para los jugadores es avanzar en la narrativa mientras lo mantienen vivo con recursos limitados. Según Morimasa Sato, quien fue un escritor de Resident Evil 7 y el director de Resident Evil Village, el equipo de desarrollo inicialmente pensó en Ethan como simplemente "una cámara para el jugador" y también "transparente".
Hacia el final del desarrollo de Resident Evil 7: Biohazard, sus desarrolladores habían comenzado a planificar el próximo juego principal de Resident Evil. Los desarrolladores tomaron la decisión de establecerlo como una continuación directa de Resident Evil 7 y el arco de la historia de Ethan, ya que habían desarrollado un vínculo con Ethan y vieron potencial en él como personaje. El productor Peter Fabiano declaró que el equipo quería que los jugadores experimentaran Village desde la perspectiva de Ethan, con Sato describiendo Village como la historia de Ethan y "la totalidad de quién es él".
La cara de Ethan Winters nunca se muestra en el juego de Resident Evil 7 o Resident Evil Village debido a que los jugadores le controlan desde una perspectiva en primera persona. Una versión sin usar del modelo de personaje de Ethan, escondida dentro de los activos del juego, tiene los rasgos faciales completamente desarrollados, revelando que además de americano es un poco asiático.

## Historia

### Resident Evil 7: Biohazard
Ethan Winters hizo su primera aparición en el videojuego del 2017 Resident Evil 7: Biohazard. En este es un ingeniero de sistemas estadounidense que trabajó en Los Ángeles. Casi tres años después de la desaparición de su esposa Mia, Ethan recibe un mensaje de video críptico de Mia que lo lleva a una plantación abandonada en una pequeña ciudad de Luisiana llamada Dulvey. Él localiza y rescata a Mia, pero ella de repente se vuelve hostil y ataca a Ethan mientras intenta huir, desmembrando su mano con una motosierra. Ethan la ataca en defensa propia, dándole un golpe aparentemente fatal antes de encontrarse con Jack Baker, quien lo incapacita y lo secuestra. Ethan se despierta con una cena en la que varios miembros de la familia Baker que se reúnen, pero logra escapar de sus captores y recibe ayuda de Zoe Baker, un miembro descarriado de la familia Baker que había vuelto a unir la mano de Ethan con grapas cuando aún estaba inconsciente. Ella revela que su familia está bajo el control de Eveline, una poderosa arma biológica diseñada genéticamente. Zoe revela que Eveline puede infectar a otros humanos, lo que les otorga poderosas habilidades regenerativas y fuerza sobrehumana. Zoe aconseja a Ethan que sintetice un suero a partir de componentes de la plantación que puedan curar a Mia y a ella misma.
El viaje de Ethan lo lleva a luchar contra otros miembros de la familia Baker y las monstruosidades humanoides moldeadas creadas por Eveline llamadas holomorfos. Primero derrota a Jack en la casa principal, luego mata a la matriarca de la familia Marguerite Baker que usa insectos mutados como armas, luego supera las trampas mortales de Lucas Baker, Finalmente, cura a Mia, quien recupera con éxito el control de sí misma. Mia revela que fue empleada por un sindicato criminal para actuar como manejadora de Eveline, pero sucumbió a su influencia. Ethan vence nuevamente a Jack, pero deja atrás a Mia (dependiendo de las decisiones del jugador Mia podría estar muerta en este punto), y vuelve a la casa en la que fue atrapado al principio del juego, se enfrenta a Eveline y la destruye con la ayuda de una compañía paramilitar dirigida por Chris Redfield. Ethan y Mia escapan de la plantación en un helicóptero y reanudan su relación. Ethan hace un cameo en el contenido descargable El fin de Zoe a través de una llamada telefónica tras los eventos del juego principal.
La cantidad de sangre y gore a los que está expuesto Ethan en la versión japonesa de Resident Evil 7: Biohazard, es sustancialmente menor en comparación con el lanzamiento internacional. Por otro lado, los cambios más pequeños realizados en el desmembramiento de Ethan, como la sangre negra que fluye de sus extremidades amputadas, alude a un punto importante de la trama que sugiere que pudo haber sido infectado con el moho generado por Eveline.

### Interludio entre videojuegos
Posteriormente a los acontecimientos de Resident Evil 7: Biohazard, se revela que Ethan y Mia reanudan su relación después de ser puestos en custodia por la BSAA. Las pruebas encontradas en Luisiana demostraban claramente que Mia Winters trabajaba para una empresa bioterrorista llamada Las conexiones y debía ser juzgada por sus crímenes; sin embargo, gracias a la intervención del oficial veterano Chris Redfield, Mia es perdonada, pero sometida a vigilancia de por vida por recomendación de Chris. Ethan y Mia establecieron su hogar en Rumanía, al mismo tiempo Ethan aceptó recibir entrenamiento militar de Chris Redfield tras pasar por un periodo de limpiar su organismo del virus de Eveline. En algún momento, Mia quedó embarazada de una niña, Rosemary, que nació poco más de 2 años después de Resident Evil 7.

### Resident Evil Village
Ethan Winters regresa en Resident Evil: Village (originalmente Resident Evil 8) como personaje central.
Ambientado tres años después de los eventos del videojuego anterior, Ethan ya lleva casi 3 años en Europa con Mia y su hija de 6 meses, Rosemary Winters. Chris Redfield asalta la casa y mata a Mia mientras lo toma a él y a Rosemary bajo custodia. El camión que transportaba a Ethan es atacado y él queda varado en una aldea cercana cuyos habitantes son masacrados por monstruos. Es capturado por Karl Heisenberg, uno de los cuatro lores locales que sirven a la líder de la aldea, Madre Miranda, y lo lleva ante ella, descubriendo que tienen a Rosemary. Miranda permite que Heisenberg se deshaga de Ethan, pero este escapa.
Después de derrotar a Alcina Dimitrescu, una de los lores, Ethan descubre que Rosemary fue desmembrada y sus restos guardados en cuatro frascos, uno por cada lord que lo custodia. Descubre que el comerciante local, y guía ocasional, El Duque, puede revivirla si recupera todos los frascos. 
Después de obtenerlos y matar a tres de los señores, Ethan se reúne con Chris, quien le informa de que la "Mia" que mató era en realidad Madre Miranda, que cambia de forma y se hacía pasar por ella para secuestrar a Rosemary, y que él estaba tratando de proteger a la familia. Usando un tanque improvisado ensamblado por Chris, Ethan mata a Heisenberg, sólo para ser fatalmente herido por Miranda, quien le arranca el corazón para después revelarle que con su capacidad de transformación había estado suplantando a su esposa durante meses; además era la anciana en el pueblo que lo aconsejaba.
Lo siguiente que se sabe de Ethan proviene del reporte de los soldados de Chris, que le envían una foto de su cuerpo sin corazón, tirado en el lugar en que venció a Heisenberg. Sin embargo, Ethan sobrevive gracias a las habilidades regenerativas que desarrolló a través de los efectos del moho en Luisiana, y de las cuales no era plenamente consciente.
Poco después, Ethan comienza a alucinar con Eveline (la última parte de su mente se refugió en Ethan antes de ser destruida en Resident Evil 7), que se burla de él desvelándole que ha estado muerto desde Luisiana, tras ser asesinado por Jack Baker en su primer encuentro. Cuando vuelve en sí, está siendo transportado por El Duque, quien recogió su cuerpo moribundo y lo llevó en su carruaje. 
Ethan se interna en el altar donde Miranda finaliza un ritual fallido, ya que en lugar de resucitar a su hija, resucita a Rosemary. Ethan se enfrenta a ella y la derrota, rescatando a la restaurada Rosemary, pero la pelea fue muy intensa, y comienza a sucumbir a sus heridas, que resultan ser demasiado graves para que sus habilidades regenerativas las contrarresten. 
Después de haber colocado una poderosa bomba para destruir la Megamiceta (la fuente del moho que dio a luz y poder a Miranda, a los Cuatro Señores, y a Eveline), Chris intenta ayudarles a él y a Rosemary a subir a su helicóptero. Sin embargo, Ethan, que se da cuenta de que inevitablemente se está muriendo, le confía su hija envuelta en su chaqueta a Chris y le pide que la cuide. Seguidamente toma el detonador de Chris mientras el moho con un poco de la consciencia de Miranda se extiende para consumirlo todo, separando a Ethan de los demás. Chris se lleva rápidamente al bebé, y se la entrega a su madre (previamente rescatada por Chris), e inmediatamente despegan con Mia queriendo saber de Ethan. Unos momentos después, cuando Ethan siente que su familia ya está a salvo, camina moribundo hacia el dios hongo que se dispone a destruirlo. Casi sin fuerzas, presiona el detonador desencadenando una poderosa explosión que destruye completamente tanto a Ethan como a la Raíz Fúngica, además de eliminar todo el pueblo y sus armas biológicas.
Un tiempo después se puede ver a Rosemary, que ha crecido con un rostro completamente igual al de su padre, cabello del mismo color, y se viste con la ropa que este le dejó antes de sacrificarse, visitando la tumba de su poadre, a quien admira mucho, y se revela que ha obtenido poderes al igual que sus padres.

### Destino Final
A pesar de la implícita muerte de Ethan, el destino último del personaje ha sido objeto de continuo debate, en parte por sus poderes regenerativos (de los que nunca se supo su alcance real), porque su muerte en el juego no se muestra de forma explícita, y finalmente porque Capcom nunca ha matado a ningún protagonista de Resident Evil.
Se han propuesto muchos destinos alternativos posibles para el personaje, destacando los siguientes:
- Ethan podría haberse refugiado de la explosión tomando en cuenta todos los pasajes y cavernas subterráneos seguros que había en el pueblo.

- Los poderes regenerativos podrían devolverlo nuevamente a la vida con el tiempo, ya que el alcance de estos es completamente desconocido.

- Alguna de las múltiples entidades de naturaleza desconocida en el pueblo como el Duque, pudo haber intervenido en su favor para salvarlo.

- La misteriosa empresa bioterrorista Las Conexiones, o la BSAA (que estaba utilizando armas biológicas en el pueblo en ese momento) pudieron haber secuestrado a Ethan para experimentar con él, pues sus poderes eran de mucho interés.

- La megamiceta de la que provienen los poderes de todos los implicados es capaz de resguardar el ser de aquellos con quienes tiene contacto, como Ethan.

- De igual forma que Eveline pudo sobrevivir resguardando un pequeño fragmento de su ser en Ethan al final de Resident Evil 7, Ethan podría guardar un fragmento de sí mismo en algún otro ser, pues tuvo mucho contacto físico con su hija antes de sacrificarse, y también con Chris Redfield, e incluso existe la posibilidad de que dejara este fragmento en Mia o en el Duque.

- Durante su tiempo cautivo, es posible que sus enemigos hayan guardado algo de su esencia, como con su hija Rose cuando fue dividida, y a partir de esta o de algún otro elemento de Ethan este pueda resucitar como Rose antes de la batalla final contra Madre Miranda.

## Promoción y mercadotecnia
Para promocionar Village, Capcom publicó un diario del desarrollador titulado "La creación de Resident Evil Village: Winter Comes for Ethan" en septiembre de 2020, donde los miembros del personal discuten el papel de Ethan dentro del juego.
El Resident Evil Village Deluxe Edition viene con un libro de arte titulado "La tragedia de Ethan Winters".

## Recepción
Ethan Winters ha recibido una acogida mayoritariamente positiva. Algunos periodistas de videojuegos, como Chris Moyse de Destructoid o Liana Ruppert de Game Informer, atribuyen el papel del personaje en Resident Evil 7 como un factor detrás de la popularidad del videojuego y su éxito comercial continuo. Josh West de GamesRadar sugirió que el regreso de Ethan para encabezar una secuela directa de Resident Evil 7 no tiene precedentes, y afirmó que Capcom nunca le había confiado a un solo protagonista entregas consecutivas de la línea principal de Resident.
Algunos comentaristas han revisado positivamente a Ethan como un protagonista identificable. Ray Porreca sugirió que el ambiente antiestético que rodea a Ethan elegantemente vestido "delinea cómo puede verse un héroe moderno". Porreca señaló que Ethan está en desacuerdo con lo que constituye un protagonista convencional de Resident Evil, ya que la franquicia generalmente había ofrecido oficiales de policía y operativos militares altamente competentes como personajes jugadores durante gran parte de su historia. Un hombre común sin habilidades que sobrevive contra probabilidades aparentemente insuperables subvierte las expectativas de los jugadores de Resident Evil 7, "un juego que trastorna la tradición para devolver algo de gloria a su nombre" en opinión de Porreca. Audric Figueroa de The escapist estuvo de acuerdo en que Ethan es muy diferente en comparación con los protagonistas anteriores que son retratados como heroicos agentes de la ley que luchan contra corporaciones malvadas, ya que está motivado por su relación personal con Mia. Figueroa sugirió que un hombre de familia mundano que está ansioso por rescatar a su esposa es el "protagonista perfecto" de la historia, donde la violencia doméstica tanto "literal como metafórica" forma el núcleo de la "filosofía del encuentro" del videojuego.
Otros han criticado a Ethan por su falta de desarrollo de personalidad o carácter. Andrew Reiner de Game Informer describió la personalidad de Ethan como "tan transparente como los espectros que se encuentra", y que el propio Ethan se reduce a un segundo plano como "un par de manos sosteniendo una pistola" al final del juego, sin haber hecho mucho por "establecer una conexión con el mundo que lo rodea". Reiner notó la incongruencia entre las reacciones ocasionales del personaje a los detalles intrascendentes del entorno y su naturaleza mayoritariamente silenciosa ante el peligro, hasta el punto en que Reiner tuvo la impresión errónea de que faltaba una cantidad sustancial de diálogo y exposición, o que la falta de reacción de Ethan a un evento importante durante la primera hora de Resident Evil 7 fue el resultado de un error de software. Reiner vinculó sus críticas al personaje con su crítica general del enfoque narrativo de Capcom para Resident Evil 7, y afirmó que su narrativa se desenvuelve en una exploración "voyeurista" de los habitantes de la finca en lugar de la participación personal de su protagonista en ella. Hannes Rossow de la publicación alemana GamePro fue muy crítico con la falta de personalidad percibida del personaje en Resident Evil 7. Afirmó que la prominencia de Ethan en Village había amortiguado su entusiasmo por el juego y expresó su preferencia por otro protagonista que sea un personaje desarrollado adecuadamente. Por otro lado, Andy Kelly de PC Gamer y Jade King de TheGamer opinaron que ser "aburrido" o "genérico" es la contribución más positiva de Ethan a la experiencia de juego general desde la perspectiva del jugador, dado el contexto de lo peligroso o situaciones inexplicables en las que se encuentra, así como los villanos más grandes que enfrenta. Den of Geek sintió que Ethan era el peor protagonista de Resident Evil e incluso de los videojuegos en general, citando "mala actuación de voz, mala escritura y tradición cuestionable", así como otros defectos de carácter. Epic Games incluyó a Ethan junto con Jill Valentine y Lady Dimitrescu en una lista de personajes y marcas como parte de una encuesta de 2021 que distribuyó a los jugadores de Fortnite para medir el interés en futuras promociones cruzadas.
Ian Walker de Kotaku se divirtió con los intentos persistentes de Capcom de ocultar su rostro detrás de las armas que maneja dentro del arte promocional, mientras que Rossow dijo que los intentos de Capcom de mantener la ilusión de Ethan como un personaje sin rostro son absurdos, ya que el rostro real del personaje lo es. conocido por existir dentro de los activos del juego de Resident Evil 7. Como resultado de su presentación sin rostro y la falta de información de fondo proporcionada por Capcom, el personaje a menudo se discute en las teorías de los fanáticos sobre su verdadera naturaleza.
Algunos críticos han notado una tendencia a lo largo de los juegos de Ethan a sufrir lesiones graves o desmembramiento completo de sus extremidades, particularmente sus manos, y la capacidad de curarlas rápidamente o volver a unirlas con poco esfuerzo.

### Análisis
En su discusión sobre las alusiones entre Resident Evil 7 y el cine de terror como parte del uso de la intertextualidad por parte del primero, Dawn Stobbart describió múltiples casos en los que el viaje de Ethan refleja el de escenas específicas de la película del año 1974 The Texas Chain Saw Massacre. La situación de Ethan durante la escena de la mesa de la cena con la familia Baker se analiza como el ejemplo más evidente: como el personaje recurrente de la franquicia Sally Hardesty, Ethan está sentado al pie de la mesa mientras se despierta con un banquete grotesco aparentemente hecho con entrañas humanas, mientras que el otros personajes presentes reflejan casi idénticamente los personajes que Sally encuentra en la mesa.